# Нестерівка (Уманський район)
Несте́рівка — село в Україні, у Маньківській селищній громаді Уманського району Черкаської області. Розташоване за 14 км на захід від селища Маньківка. Через село проходить автошлях М05.Населення становить 868 осіб (станом на 2005 р.).

## Історія
Село відоме з середини XVI століття й неофіційно називалося Хрещеним Яром. Саме тут три яри навхрест перетиналися між собою, утворюючи в місці сходження глибоку долину. Один із них, що тягнувся із північного заходу, називався Безоднею, другий, що пролягав із північного сходу — Прірвою, а третій — Буртами. Із трьох боків ярами у весняну повінь вирувала вода й зчиняла великий шум. Із часом на узберегах ярів виріс деревостій, річки стали тихоплинними й довкола них почали селитися люди, так і виникло поселення. Офіційно назва села походить від першого мешканця, козака Нестера. Із святців греко-візантійської та римо-католицької церкви відоме ім'я Нестор.
У 1647 році Нестерівкою володів син польського магната Станіслава Потоцького — Олександр.
У 1760 році на новому місці животівським уніатом-протопопом Василем Кремезовичем освячено новозведену церкву св. великомученика Дмитрія. Її приєднано до православ'я в 1768 році. Того ж року тут нараховувалося 145 дворів, а 1783-го було вже 160 дворів, де проживало 976 чоловіків і жінок. У 1795 році тут мешкало 509 чоловіків та 434 жінки, які мали 136 будинків.
У 1831 році Нестерівка — із ґрунтами та людьми перейшла до київської казенної палати (фінансового управління) і стала «казенним», тобто військовим, поселенням. Тут звели солдатську казарму, а селяни працювали для потреб місцевого гарнізону кавалерії. У 1840 році відбулося перепланування села: згідно з розпорядженням військового міністра: вулиці випрямили, щоб зручніше було пересуватися військовій кавалерії.

У 1864 року Лаврентій Похилевич так занотовує про це поселення: 
|  | Нестеровка, село в 6-ти верстах от Соколовки. Жителей обоего пола 1209. Церковь Дмитриевская, деревянная, построена 1759 года; земли имеет 33 десятини. В жалованье причту назначено 194 рубля. |

У 1900 році в селі налічувалося 389 дворів; кількість мешканців:, чоловіків — 1012, жінок — 998. За поселенням було закріплено 2833 десятини орної землі, з яких православній церкві належало 33. У селі була церковно-приходська школа, працювало 9 вітряків та 2 водяних млини, хлібний магазин.
У 1905 році село відносилося до Маньківської волості Уманського повіту Київської губернії, у землекористуванні населення знаходилося 2833 десятини; на той час у селі було 437 дворів.
У 1924 році в селі створено сільськогосподарську комуну «Добробут».
22 липня 1941 року нацисти вдерлися в село: спротив нестерівців був відчайдушний — Нестерівка кілька разів переходила з рук у руки. 265 уродженців села брали участь у Другій світовій війні, з них 112 нагороджені орденами і медалями, 152 загинули в боях. в 1957 році на братській могилі воїнів-визволителів встановлено пам'ятник, а 1968 року в центрі села споруджено обеліск Слави.
З 1950-х років колгосп імені Мічуріна 19 років очолював Федір Кузьмич Кирилюк, який вивів із сільчанами господарство в передове, колгосп став мільйонером. Колгосп мав у користуванні 2416,6 га сільськогосподарських угідь, у тому числі 2311,2 га орної землі. В господарстві вирощували зернові і технічні культури, було розвинуте м'ясо-молочне тваринництво. Працювали механічна і деревообробна майстерні. 1 травня 1961 року здано в експлуатацію, зведений на кошти колгоспу імені Мічуріна сільський Будинок культури. У 1964 році колгосп придбав радіоустановку ТУ-600, яка обслуговувала Нестерівку, Добру та Красноставку.
8 квітня 1971 року голову колгоспу Кирилюка було відзначено званням Героя Соціалістичної Праці. Нагороджені за високі показники в праці мешканці села: буряковод Леонід Голубченко, ланкова Наталя Михайлівна Грабовенко, комбайнери Михайло Феодосійович Химинчук та Іван Андріянович Стецюк, доярка Галина Михайлівна Стецюк, агроном Василь Іванович Штурхаль та інші.

## Населення

### Мова
Розподіл населення за рідною мовою за даними перепису 2001 року:
| Мова            | Кількість | Відсоток |
| --------------- | --------- | -------- |
| українська      | 928       | 97.68%   |
| російська       | 20        | 2.10%    |
| румунська       | 1         | 0.11%    |
| інші/не вказали | 1         | 0.11%    |
| Усього          | 950       | 100%     |

## Археологічні знахідки
Поблизу поселення виявлено пам'ятки трипільської культури, а також — шість курганів мідно-скіфсько-сарматської доби. З кургану № 3 археологи видобули золоті вироби, кістяну пронизку, веретено з керамічним пряслицем, прикраси кінської упряжі та наконечники стріл.

## Сучасність
У селі організовано ТОВ «Нестерівка» та ПТФ «Червона калина», два фермерські господарства, а 4 приватні підприємці орендують 27,7 гектара водного дзеркала — сільські ставки.

## Відомі люди
- Кривда Федот Пилипович — генерал армії часів СРСР.

## Галерея

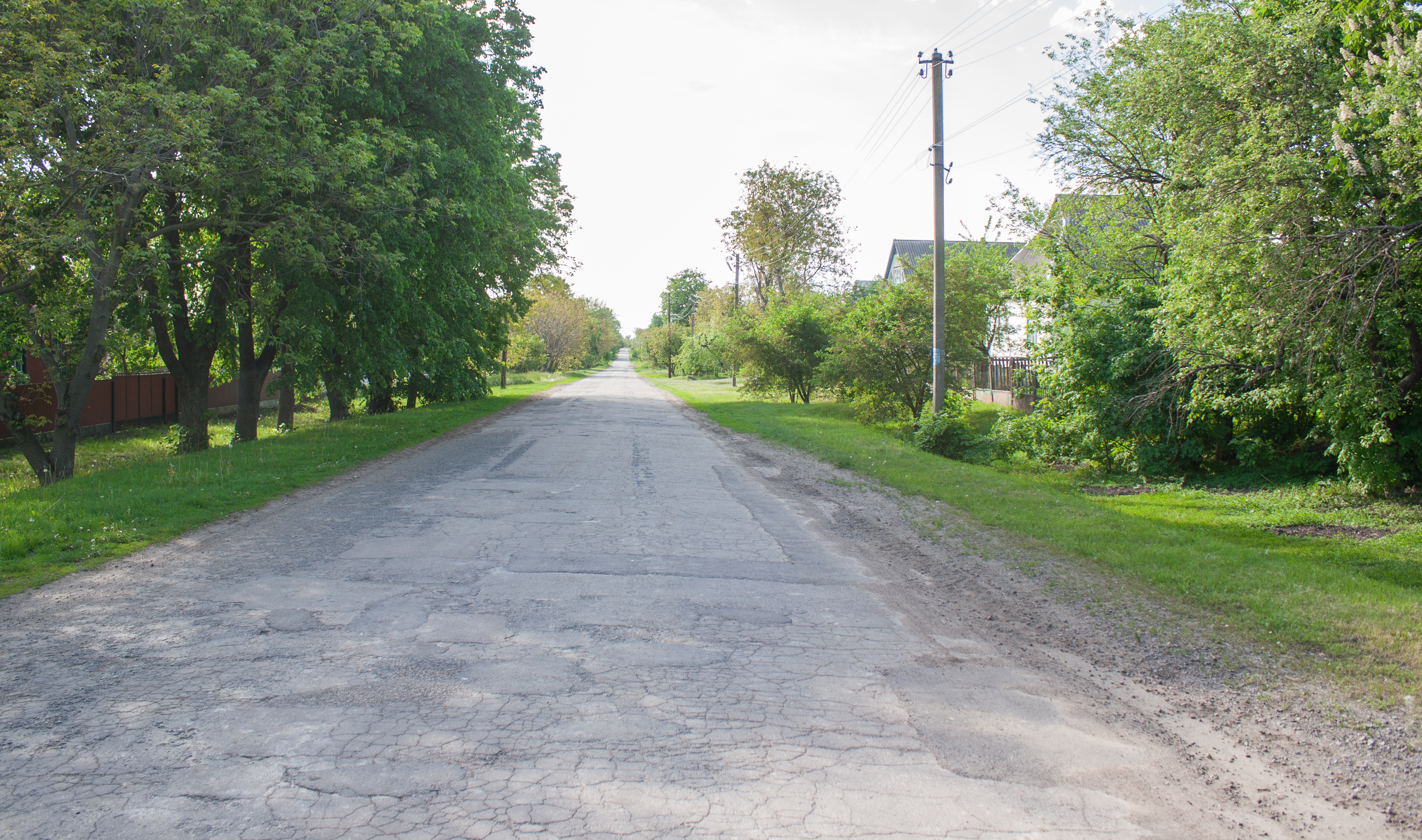
Вулиця Центральна
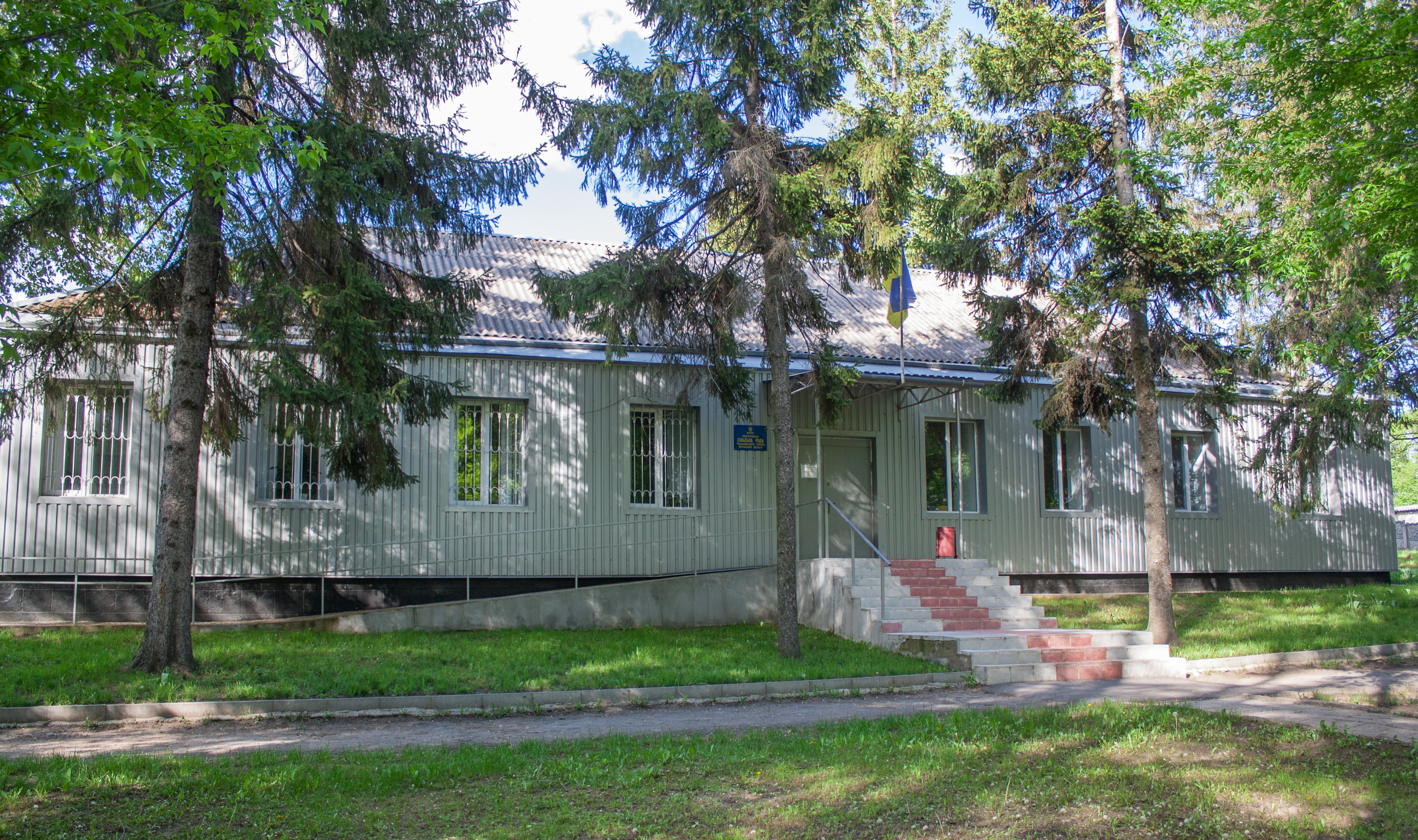
Сільська рада
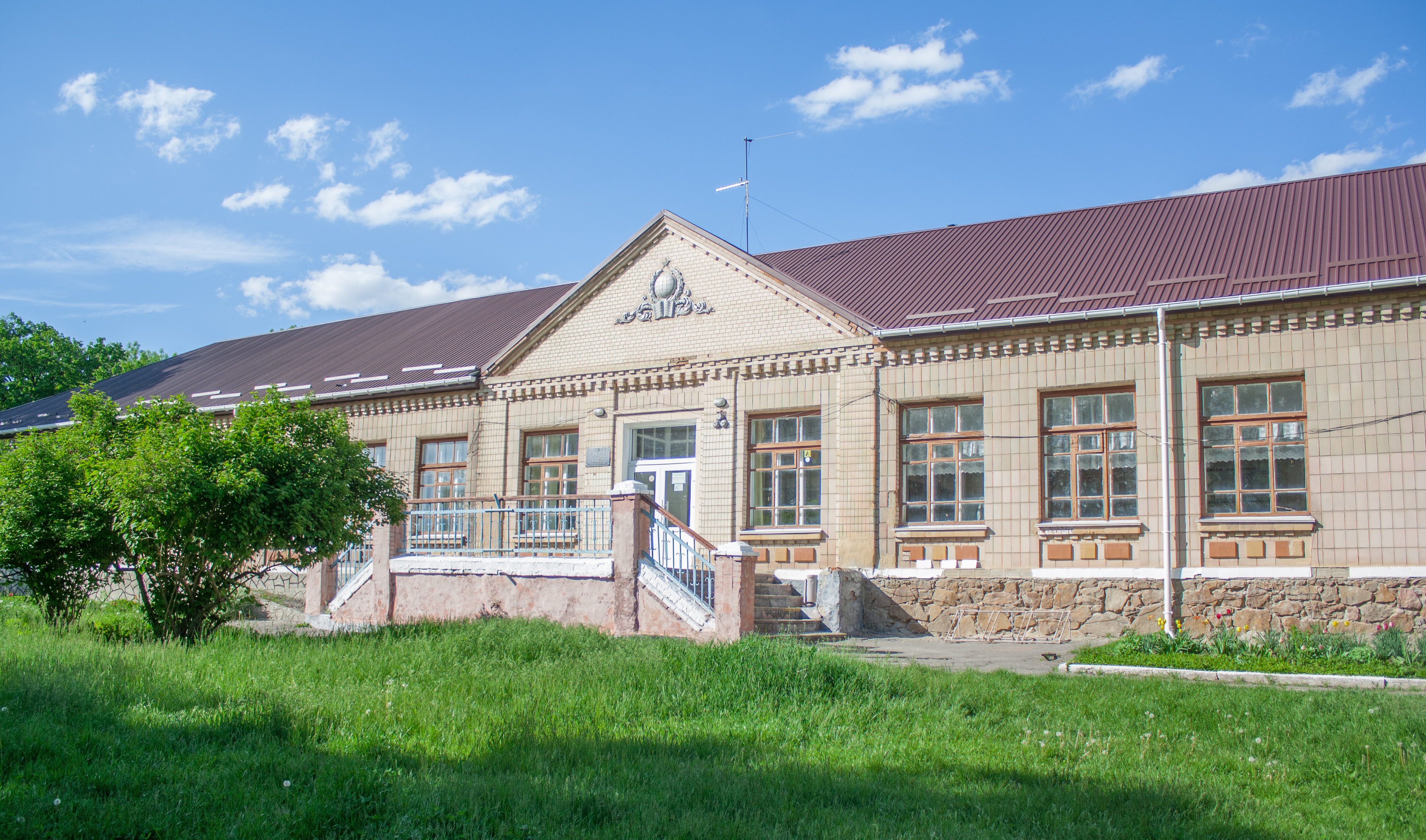
Школа
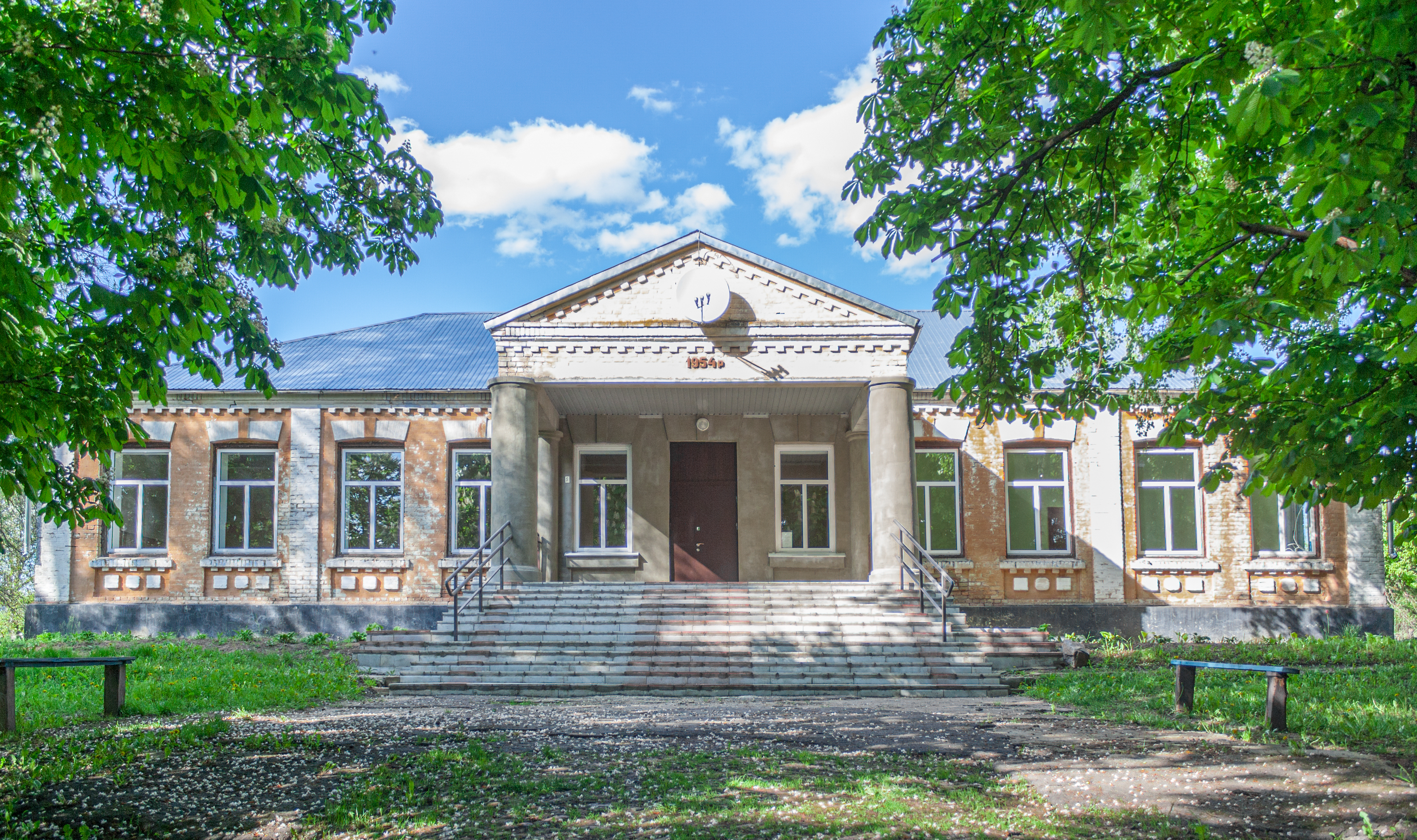
Будинок культури
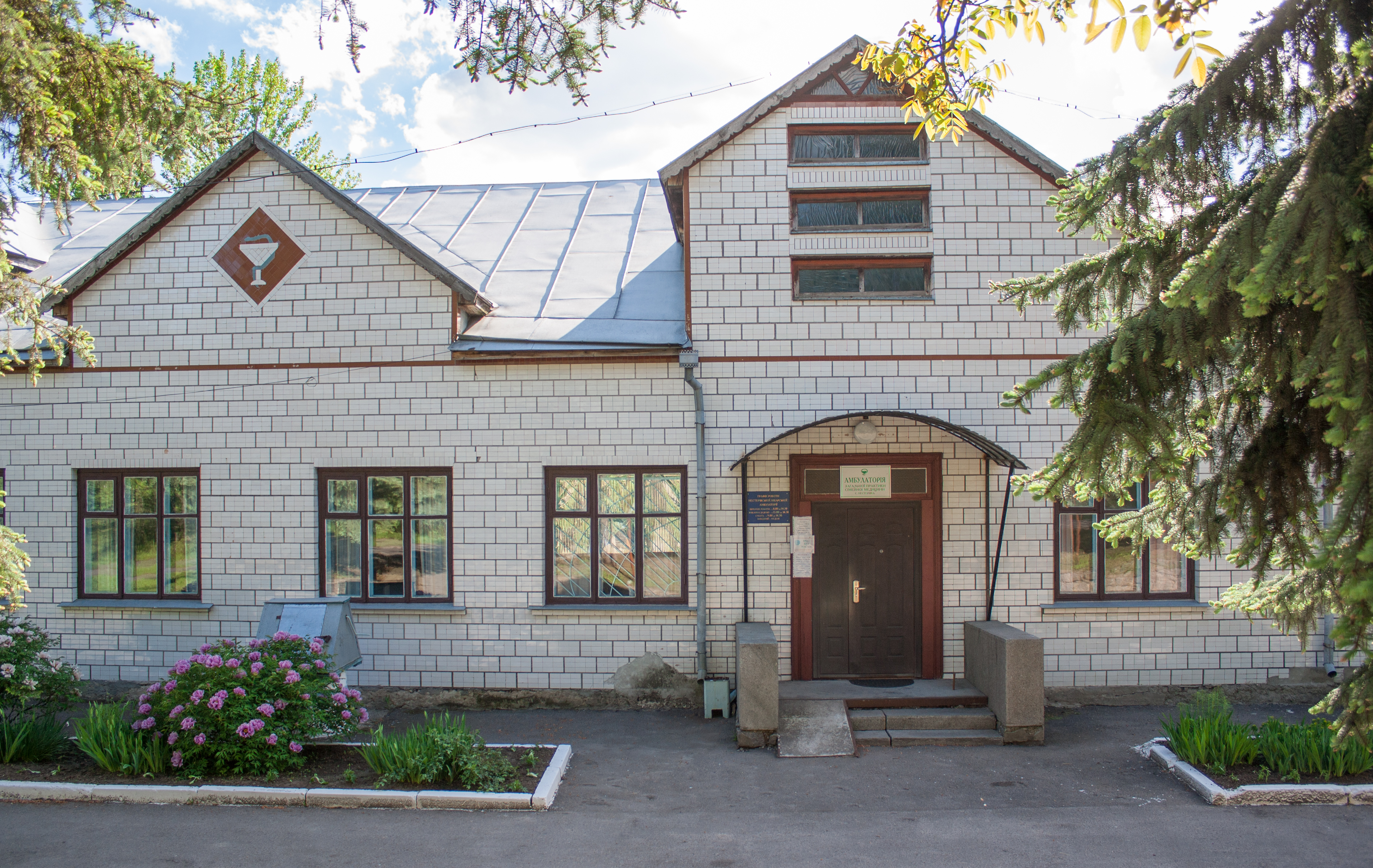
Амбулаторія
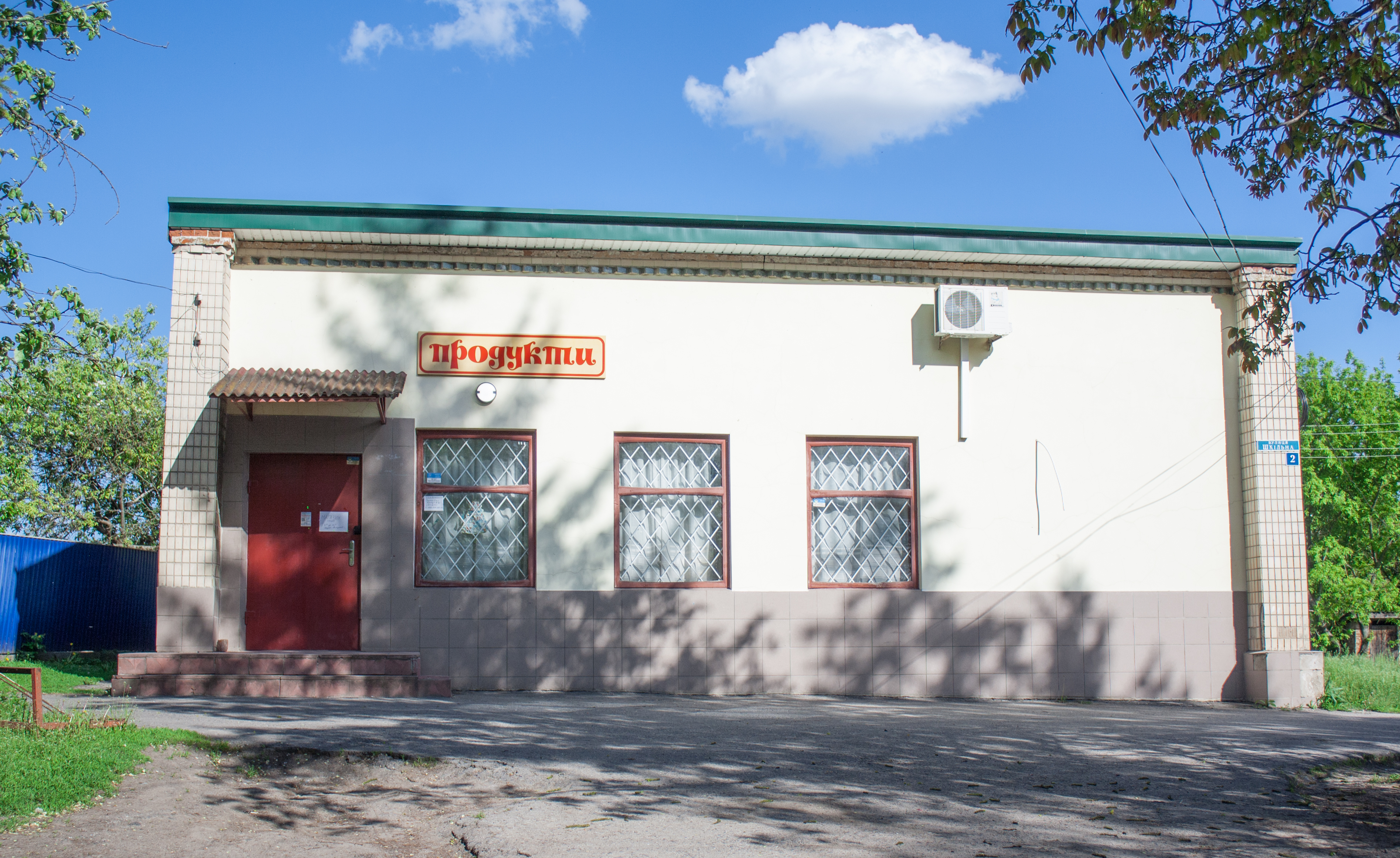
Магазин
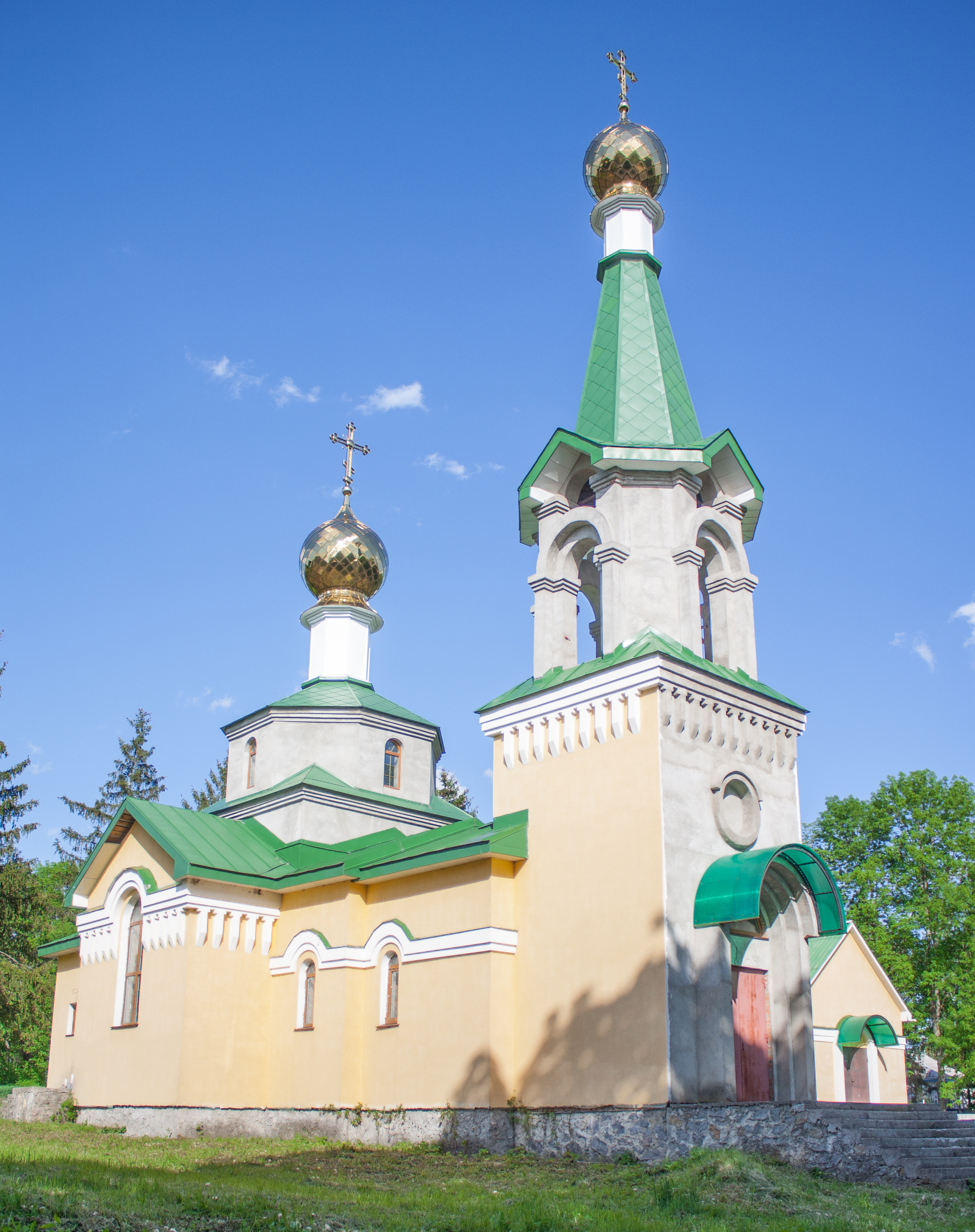
Церква
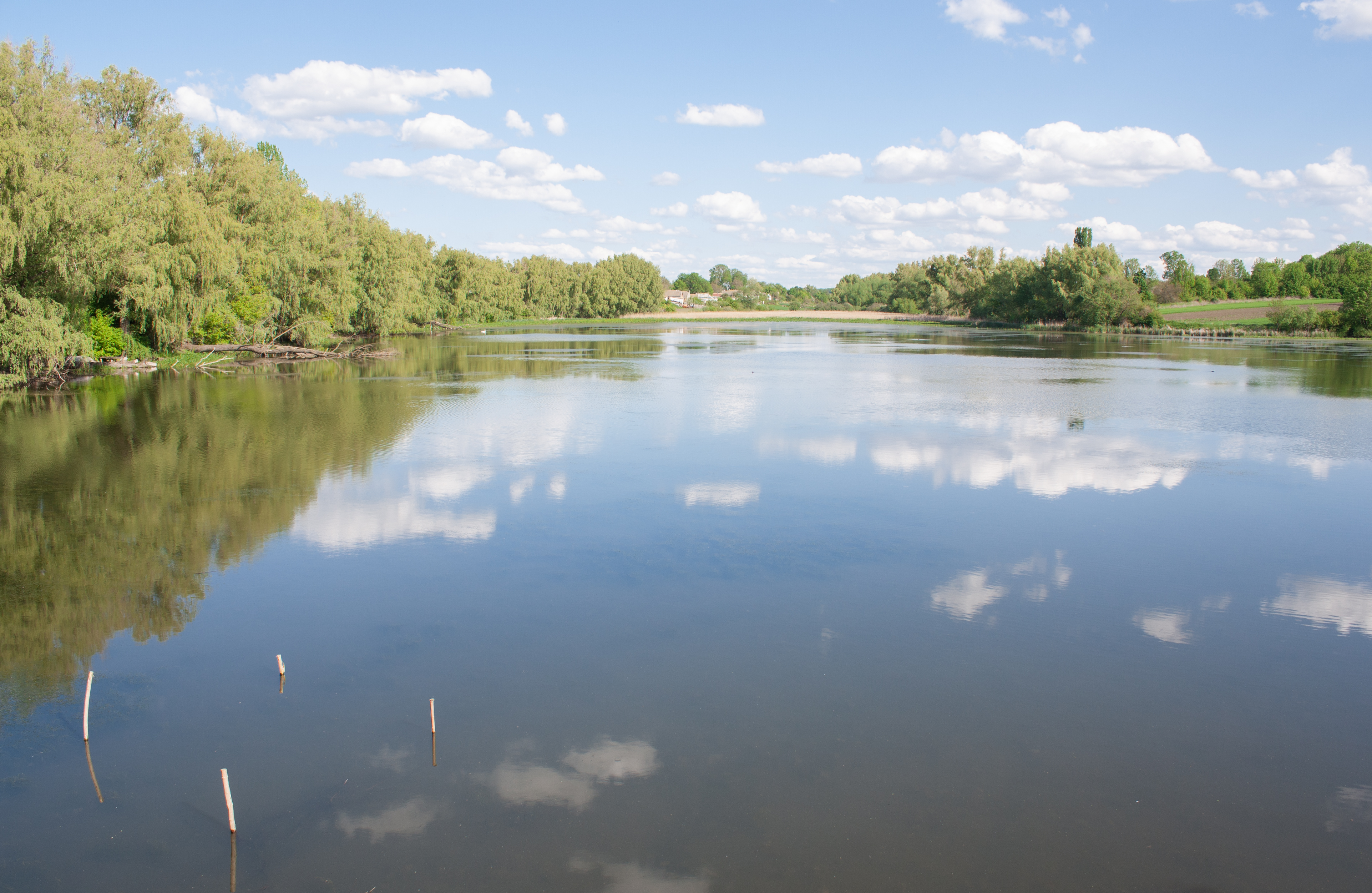
Ставок
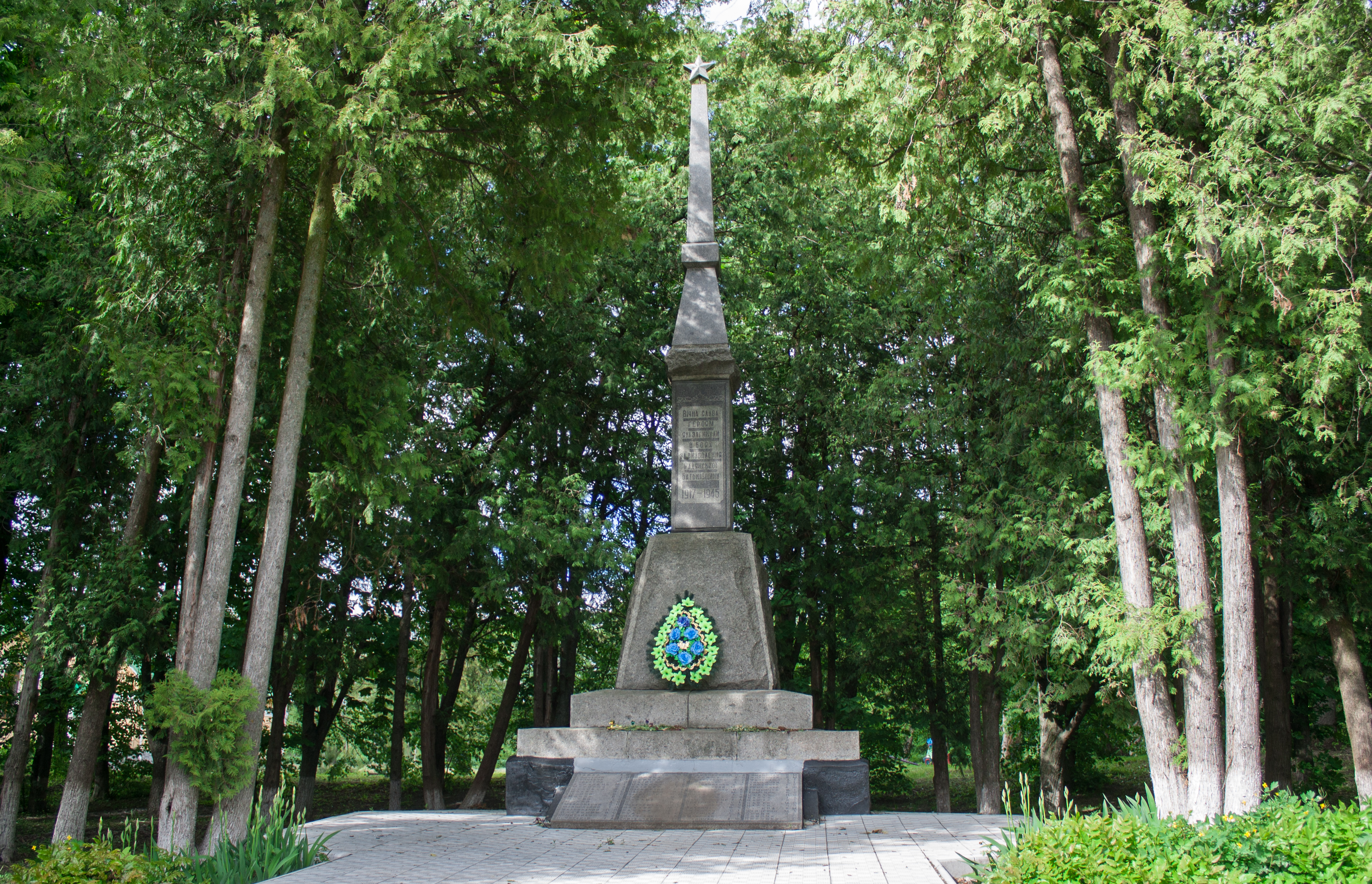
Пам'ятник воїнам-односельцям
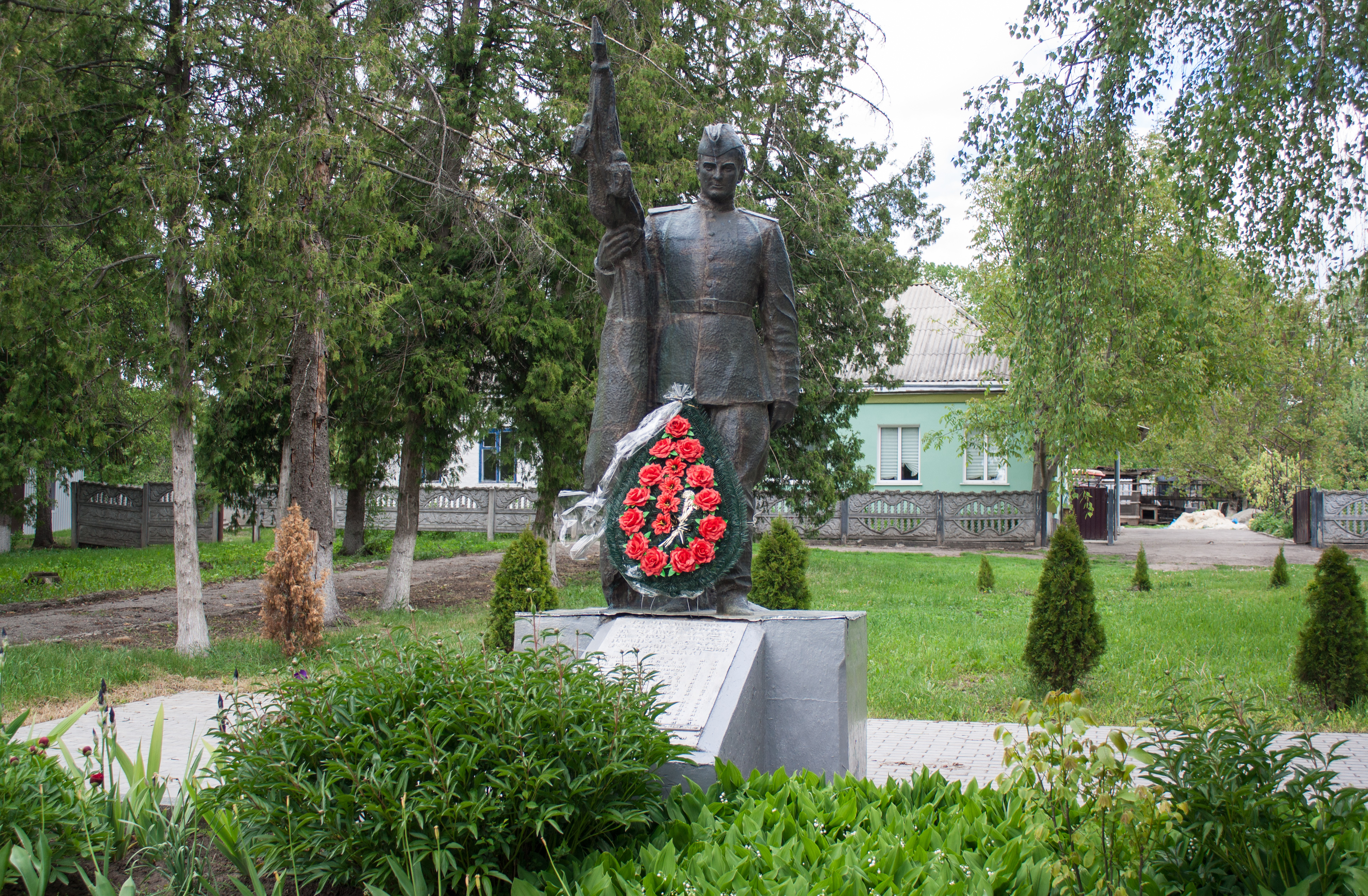
Братська могила радянських воїнів
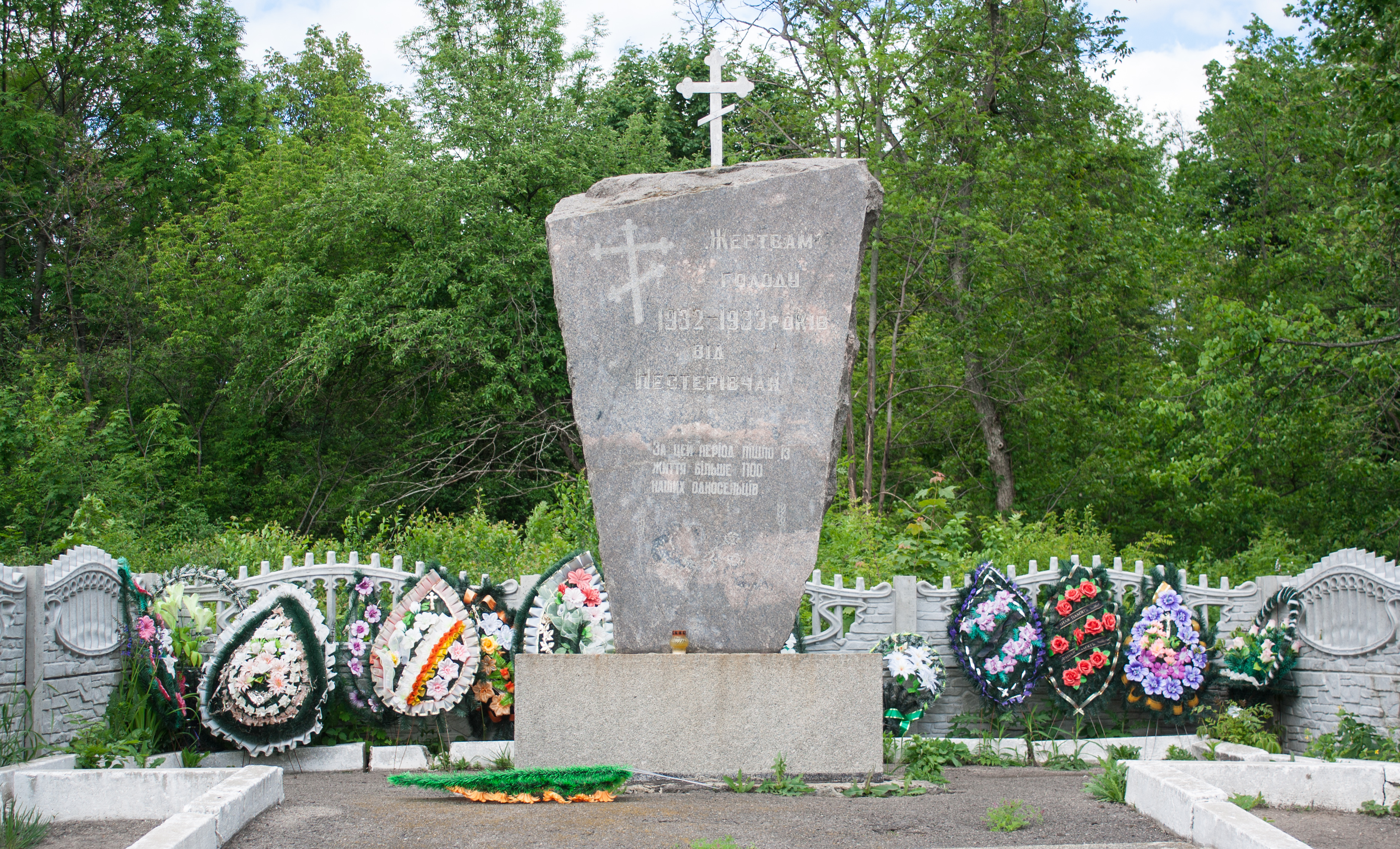
Пам’ятний знак жертвам Голодомору
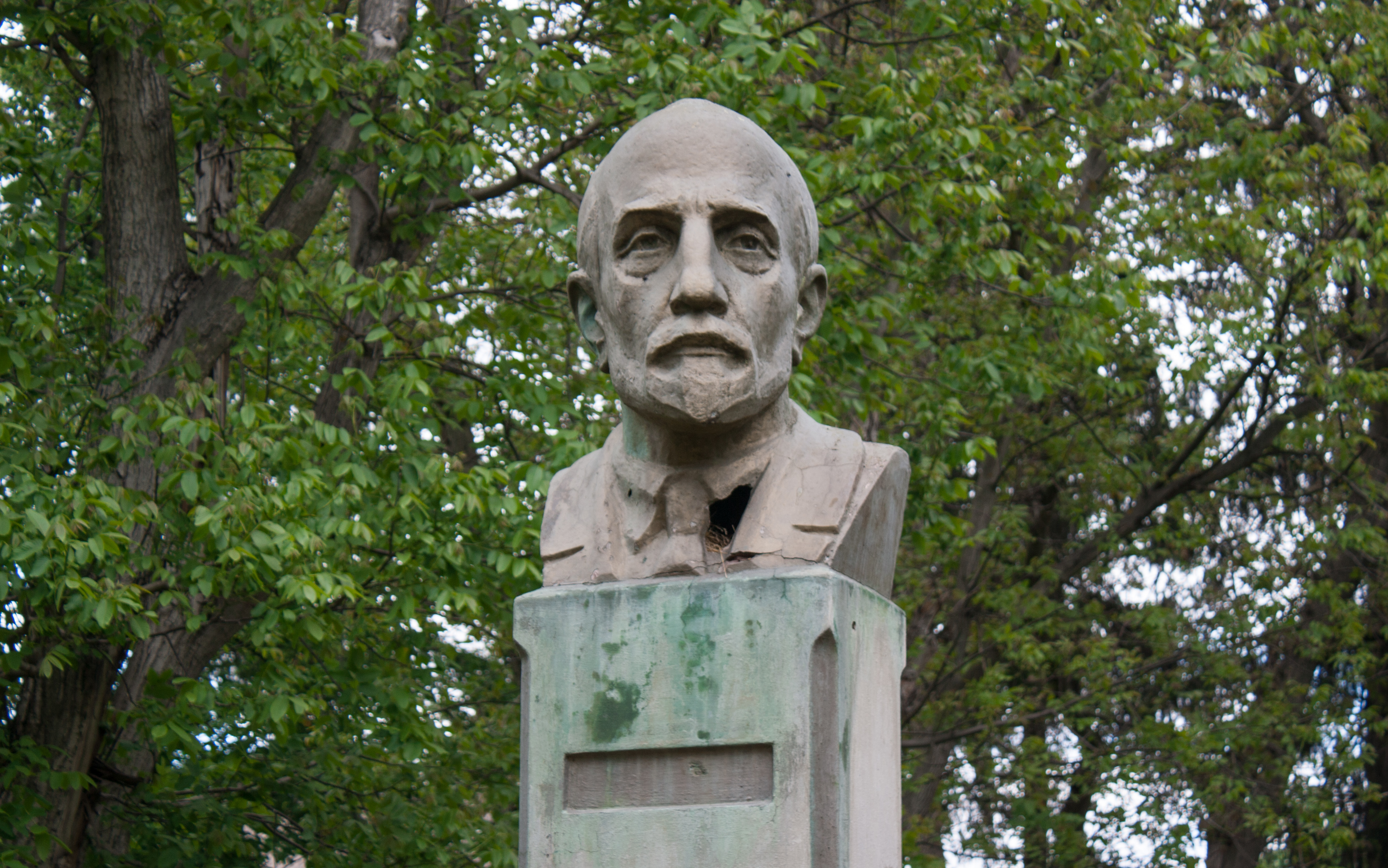
Пам’ятник І.В. Мічуріну